# 示現
示現是指在文句中運用想像力與形象化的描述，將過去、未來、或無法親眼目睹的事物，憑藉文字的描述，呈現在讀者面前的修辭法。

## 分類
示現大致可分為三類：
- 追述示現：將過去的發生的事物，憑藉想像力寫出。
- 預言示現：把未來的事情說得彷彿發生在眼前一樣。
- 懸想示現：把想像的事情說得好像真在眼前一般，與時間的過去或未來無關。

## 示例

### 追述示現
- 遙想公瑾當年，小喬初嫁了，雄姿英發。羽扇綸巾，談笑間，檣櫓灰飛煙滅。（蘇軾〈念奴嬌 赤壁懷古〉）
- 樓船夜雪瓜洲渡，鐵馬秋風大散關。（陸游〈書憤〉）
- 彷彿又回到健樂園的廚房，滿鼻子菜香酒香，爆肉的嗶啵聲，剁肉的篤篤聲，趙胖子在一旁暗笑，而父親正勤作筆記。（徐國能〈第九味〉）
- 在初夏陽光漸暖時，你去買一支小船，划去橋邊蔭下躺著，念你的書或是做你的夢，槐花香在水面上漂浮，魚群的唼喋聲在你的耳邊挑逗。（徐志摩〈我所知道的康橋〉）
- 讀到此處，在晶瑩的淚光中，又看見那肥胖的青布棉袍，黑布馬褂的背影。（朱自清〈背影〉）
- 我曾經有許多紙船，在童年的無三尺浪的簷下水道航行，使我幼時的雨天時光，特別顯得亮麗充實，讓人眷戀。（洪醒夫〈紙船印象〉）
- 忽然間,好像是黑色翅膀的飛魚飄過我眼簾,剎那間我感到萬分的舒暢,彷彿有股無法抗拒的海風的腥味在強烈的吸引著我。(夏曼·藍波安〈飛魚季〉)

### 預言示現
- 相迎不道遠，直至長風沙。（李白〈長干行〉）
- 何當共剪西窗燭，卻話巴山夜語時。（李商隱〈夜雨寄北〉）
- 否則，他的車子或許早已四輪朝天，不但病人延誤了急救的機會，他自己也要頭破血流了。（王鼎鈞〈得理讓人〉）
- 桃樹、杏樹、梨樹，你不讓我，我不讓你，都開滿了花趕趟兒。紅的像火，粉的像霞，白的像雪。花裏帶著甜味；閉上了眼，樹上的彷彿已經滿是桃兒、杏兒、梨兒。（朱自清〈春〉）

### 懸想示現
- 遙知兄弟登高處，遍插茱萸少一人。（王維〈九月九日憶山東兄弟〉）
- 想得讀書頭已白，隔溪猿哭瘴煙藤。（黃庭堅〈寄黃幾復〉）
- 也許那雨一下就是十天半月，農作物都有被淋壞、被淹死的可能，母親心裡正掛記這些事，煩擾憂愁不堪，但她仍然平靜和氣的為孩子摺船，摺成比別的孩子所擁有的還要漂亮的紙船，好讓孩子高興。（洪醒夫〈紙船印象〉）
- 念此際，你已回到濱河的家居，想你在梳理長髮或是整理溼了的外衣。而我風雨的歸程還正長。（鄭愁予〈賦別〉）